# الحصون (مأرب)

تعديل مصدري - تعديل

الحصون هي مدينة يمنية تتبع محافظة مأرب، بلغ تعداد سكانها 4824 نسمة حسب الإحصاء الذي أجري عام 2004.